# Hoogspanningsmast

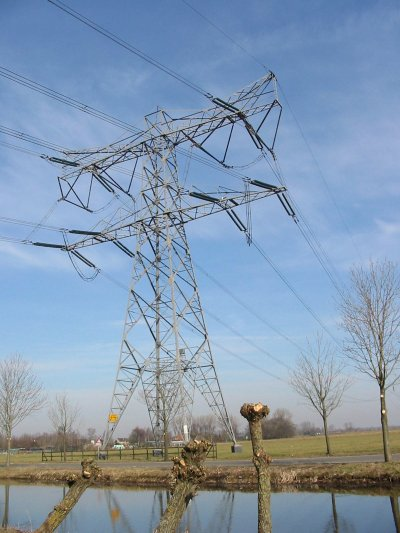
Hoogspanningsmast bij Papekop

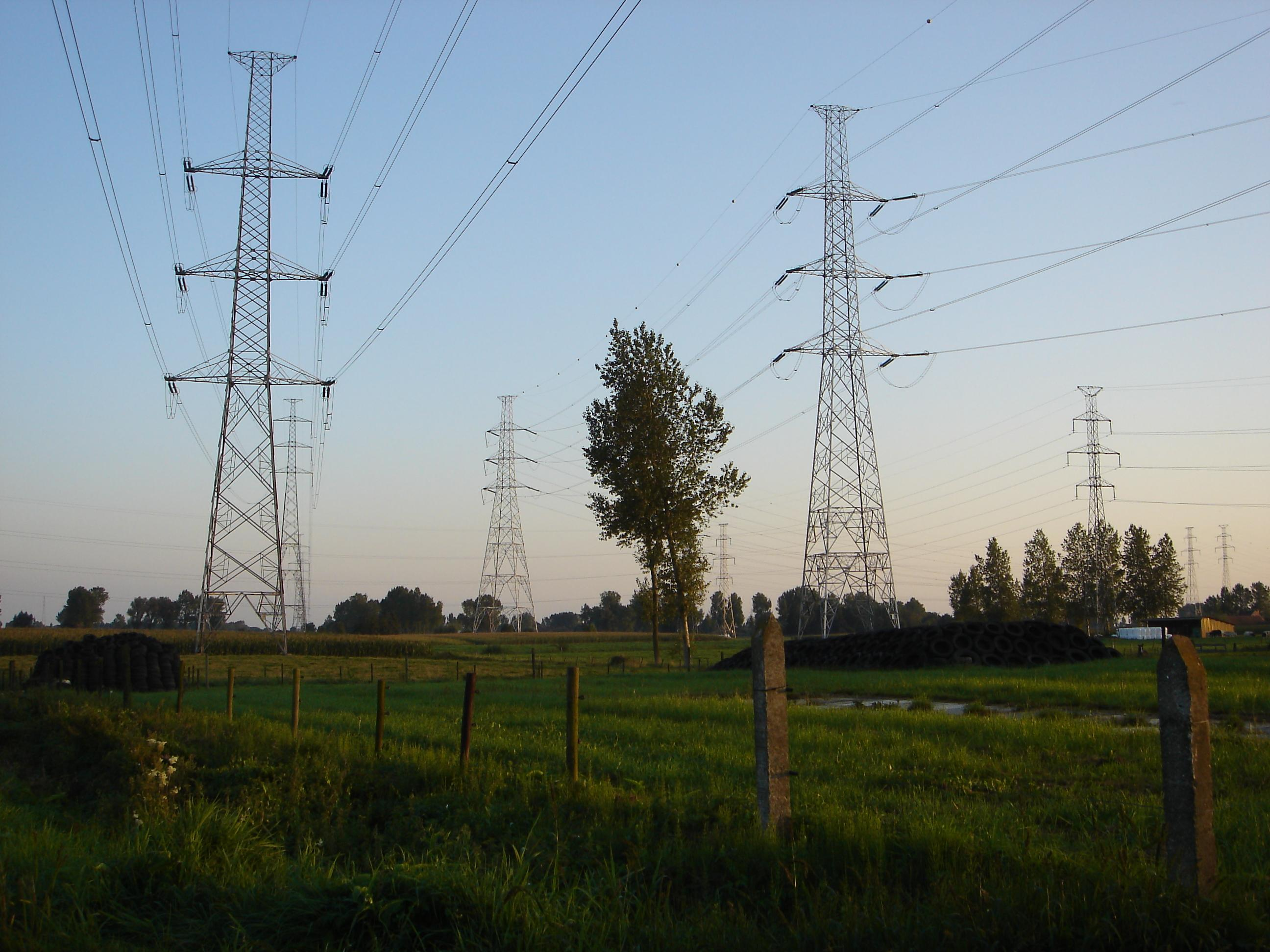
Landschap vol masten van 150 tot 380kV-lijnen bij Steendorp in België

Hoogspanningsmasten of pylonen zijn masten in het hoogspanningsnet waaraan de kabels bevestigd zijn voor het transport van grote hoeveelheden elektrische energie over relatief grote afstanden.
Elektriciteit op hoogspanningsniveau wordt aan land vaak bovengronds getransporteerd met leidingen die op veilige afstand boven de grond aan hoge masten worden opgehangen. Veruit de meeste hoogspanningsmasten zijn zogeheten vakwerk- of lattenmasten. Deze mastconstructies bestaan uit tientallen tot honderden metalen latten (hoekprofielen), die met bouten aan elkaar zijn bevestigd. In de meeste hoogspanningsmasten is hoegenaamd niets gelast.

## Verschillende delen van een hoogspanningsmast
In vakwerkhoogspanningsmasten zijn een aantal min of meer afzonderlijke bouwkundige delen te herkennen die bij elk ontwerp min of meer terugkomen.
Het broekstuk is het onderste gedeelte van de mast. Het zijn de vier poten waarmee de mast op zijn heipalen of plaatfundatie staat. Dit deel bepaalt in belangrijke mate de windbestendigheid van de mast. Heel kleine masten hebben soms geen broekstuk om het grondoppervlak te minimaliseren. Bij heel grote masten draait dit zich juist om, omdat het broekstuk dan groot genoeg wordt om het voor landeigenaren mogelijk te maken er met landbouwmachines onderdoor te werken en voor het vee om eronderdoor te lopen.
De toren staat boven op het broekstuk en dit deel bepaalt de hoogte van de mast en de hoeveelheid traversen die eraan kan. In Nederland is het gebruikelijk dat de toren enigszins taps is. Deze vorm is sterker dan een rechte toren en het wekt een aangenamer aanzicht.
Aan de toren zitten de traversen, de 'armen' die naar beide kanten uitsteken en waaraan de kabels zijn opgehangen. Traversen bestaan in de Benelux altijd uit een horizontaal lattenwerk waaraan bovenaan trekschoren zijn bevestigd, zodat het geheel bij benadering de vorm van een rechthoekige driehoek krijgt. Heel kleine traversen in oude masten voor 50 kilovolt missen deze trekschoren soms.
Tot slot is er het topstuk, dat boven op de toren staat en de top van de mast vormt. Het topstuk mag esthetisch lijken, maar het heeft in de meeste gevallen wel degelijk een functie. Het is de voorkeursplek voor blikseminslag en soms zit er ook een bliksemdraad op bevestigd.
Het is mogelijk dat bij bepaalde mastontwerpen een of meer van deze onderdelen een afwijkende vorm heeft of zelfs afwezig is, maar het merendeel is zoals hierboven geschetst. Er bestaan naast vakwerkmasten ook buismasten: hoogspanningsmasten die bestaan uit een holle, gesloten metalen constructie die doorgaans een scherpe kegelvorm heeft. Deze masten zijn in Nederland en België beduidend minder aanwezig dan vakwerkmasten. De onderdelen hiervan volgen goeddeels de naamgeving van de vakwerkmasten.

## Geleiders
Aan de hoogspanningsmasten hangen hoogspanningskabels, de geleiders geheten. Omdat de opgewekte stroom van de centrales 3-fasig is, is het aantal geleiders aan een hoogspanningsmast altijd 3 of een veelvoud hiervan (meestal 6, soms 9 of 12). Een zo'n driefasensysteem van drie geleiders wordt een 'circuit' genoemd, en een circuit kan worden opgevat als een volwaardige eenheid waarmee elektrische energie kan worden getransporteerd.
In de meeste hoogspanningslijnen binnen Nederland en België hangen twee van zulke circuits omwille van redundantie (in dit geval het verkleinen van de kwetsbaarheid voor storingen).
Een geleider kan bestaan uit één enkele kabel, maar het komt ook veel voor dat een geleider op zijn beurt weer bestaat uit 2, 3 of 4 afzonderlijke draden van aluminium met een stalen kern die door afstandhouders op korte afstand aan elkaar bevestigd zitten. Iedere kabel is gemiddeld drie tot vier centimeter dik, maar wanneer de kabels per geleider gebundeld zijn kan de hoogspanningslijn meer vermogen aan.
De geleiders worden aan de masten opgehangen door middel van isolatorkettingen. Die bestaan bij de meeste hoogspanningslijnen uit losse schotels van porselein of glas: zogeheten glaskapisolatoren. Deze isolatoren kunnen met een "klok en klepel" constructie in elkaar gehaakt worden. Om overslag van spanning zo veel mogelijk te beperken zijn de schotels aan de onderkant gegroefd. De lengte van de kettingen varieert met de gebruikte spanning. Voor 50 kV zijn maar een paar schotels nodig, terwijl er voor 380 kV meer dan 20 gebruikt moeten worden. Bij de laatstgenoemde spanning zijn de kettingen dan ook meerdere meters lang. Met enige ervaring is hierdoor op afstand al te zien welke spanning er getransporteerd wordt.
Tegenwoordig is ook de kunststof-isolator in opkomst. Deze isolators hebben als voordeel dat ze minder wegen en geen last van uitslijting hebben, maar de nadelen zijn dat ze op maat moeten worden gemaakt en minder lang bestand zijn tegen vlamboogvorming.

## Bliksemdraden
Boven op de hoogspanningsmast kan men doorgaans een, twee of drie dunne kabels aantreffen die ongeïsoleerd direct op het mastlichaam zijn vastgeschroefd. Dit zijn de bliksemdraden en ze dienen als bliksemafleider. Om te voorkomen dat vogels in de draden vliegen (zogenaamde draadslachtoffers) worden er soms vogelweringspiralen aan de bliksemdraad gehangen om de zichtbaarheid te vergroten.
Ook zitten er op verschillende locaties (gekleurde) bollen op de bovenste of onderste lijnen. Deze dienen als baken voor de lucht- en scheepvaart. In enkele van deze bollen zitten radarreflectoren, die radarstralen reflecteren om opgevangen te worden door schepen. Deze beide soorten bollen dienen als waarschuwing voor beide groepen. De veronderstelling dat de bollen er zitten ter bescherming van (trek)vogels is onjuist, hoewel het secundair ook vogels kan waarschuwen.

## Verschillende mastfuncties
De meeste hoogspanningsmasten zijn zogeheten draag- of steunmasten. Deze masten tillen de kabels alleen op van de grond, maar andere krachten worden er niet opgevangen. Afspanmasten doen dat wel, bijvoorbeeld op plekken waar de hoogspanningslijn van richting verandert. Afspanmasten zijn over het algemeen wat zwaarder gebouwd dan steunmasten.
Om asymmetrie in het driefasensysteem te verminderen worden in sommige verbindingen op regelmatige afstanden de kabels binnen een circuit gewisseld. De hoogspanningsmast op de bovenste foto is zo'n wisselmast, hier voor de spanning van 380 kV.

## Mastontwerpen en -soorten

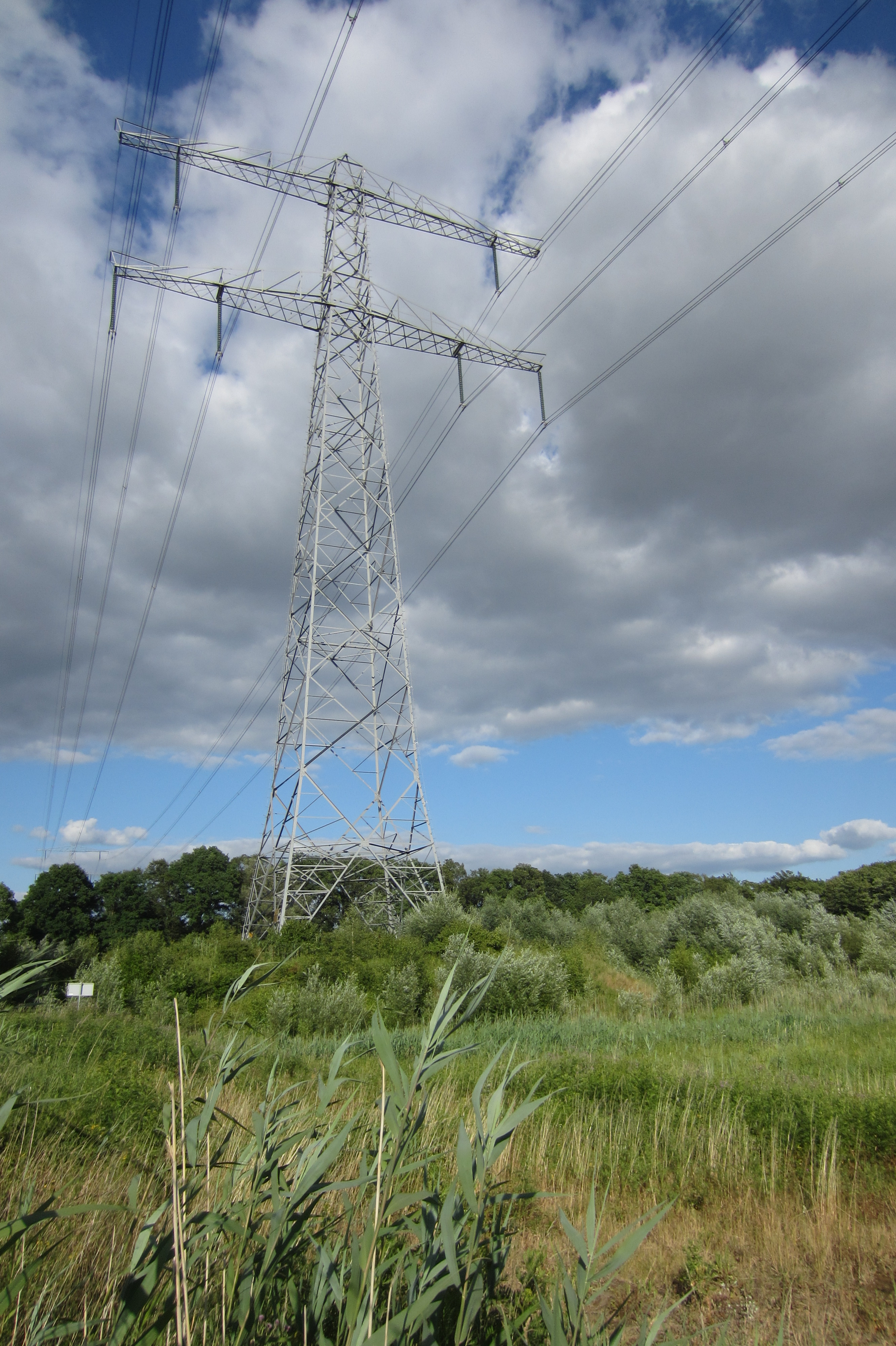
Hoogspanningsmast in Kerspel Goor

Hoogspanningsmasten bestaan in veel verschillende ontwerpen. De reden hiervan is complex en het heeft verschillende oorzaken. Een van de redenen is dat zware 380 kV-circuits een sterkere mast vereisen dan een klein 110 kV-circuit. Een andere reden is dat het hoogspanningsnet geleidelijk is ontwikkeld. Hoewel Tennet vrijwel alle hoogspanningslijnen van Nederland beheert was dat in het verleden niet het geval. Indertijd waren hoogspanningslijnen eigendom van nutsbedrijven. Deze verschillende bedrijven hielden er hun eigen voorkeuren en aannemers op na om hoogspanningslijnen te bouwen. Wanneer voortschrijdende technische inzichten tien jaar later meer voordelen voor een ander mastontwerp toonden bij de aanleg van een nieuwe verbinding, werd er een ander ontwerp gebruikt.
Ondanks dat er in Nederland ten minste vijftig verschillende mastontwerpen in gebruik zijn, kunnen al deze ontwerpen worden ingedeeld in tien grote verzamelgroepen door te kijken in welke configuratie de geleiders aan de mast zijn opgehangen. Zo bestaan er onder andere zogeheten donaumasten, tonmasten en deltamasten, ieder met hun eigen specifieke kenmerken.

## Verkabeling
Mensen kunnen hoogspanningsmasten als storende elementen in het landschap ervaren (horizonvervuiling). De overweging om hoogspanningslijnen niet als ondergrondse kabels (zogeheten verkabeling) uit te voeren, zijn niet alleen van economische aard. Niet alleen is energiedistributie met bovengrondse hoogspanningslijnen goedkoper dan met ondergrondse kabels. Daarnaast kleven er technische bezwaren aan ondergrondse kabels. In de tijd dat de eerste hoogspanningslijnen gebouwd werden, was het technisch niet mogelijk betrouwbare ondergrondse kabels te produceren.
Geleidelijk is het technisch en commercieel mogelijk dat de kabels voor het landelijk koppelnet (380 kV) ondergronds kunnen worden gelegd.
Daarnaast hebben ondergrondse kabels een hoger transportverlies dan luchtlijnen.

## Hoogste hoogspanningsmasten
Enkele van de hoogste hoogspanningsmasten ter wereld zijn te vinden in onderstaand overzicht.
| Toren                                                             | Jaar | Land      | Plaats                                        | Hoogte            | Opmerkingen                                      | Foto |  |
| ----------------------------------------------------------------- | ---- | --------- | --------------------------------------------- | ----------------- | ------------------------------------------------ | ---- |  |
| Twee masten van de lijn tussen de eilanden Jintang en Cezi        | 2019 | China     | Zhoushan                                      | 380 m             |                                                  |      |  |
| Twee masten van de lijn van het vasteland naar Zhoushan           | 2010 | China     | Zhoushan                                      | 370 m             |                                                  |      |  |
| Hoogspanningsleiding over de Yangtze van de lijn Yancheng-Jiangsu | 2003 | China     | Jiangyin                                      | 346,5 m           |                                                  |      |  |
| Oversteek over de Amazone van de Tucuruí-lijn                     | 2011 | Brazilië  |                                               | 295 m             |                                                  |      |  |
| Oversteek over de Yangtze van de lijn Shanghai-Huainan            | 1992 | China     | Nanjing                                       | 269,75 m en 257 m | 2 x 500kV wisselspanning - dit zijn betonmasten  |      |  |
| Oversteek over de Parelrivier                                     | 1987 | China     | Guangdong                                     | 253 m             |                                                  |      |  |
| Oversteek over de Orinoco                                         | 1992 | Venezuela | Morocure                                      | 240 m             | 2 x 400kV wisselspanning                         |      |  |
| Oversteek over de Hooghly                                         | 2014 | India     | Diamond Harbour, West-Bengalen                | 236 m             | 2 x 400kV                                        |      |  |
| Oversteek over de Straat van Messina                              | 1957 | Italië    | Messina                                       | 232 m             | Niet meer in gebruik. Toegankelijk voor publiek. |      |  |
| Oversteek over de Yangtze van de lijn Drieklovendam – Changzhou   | 2004 | China     | Wuhu                                          | 229 m             | 500kV gelijkspanning                             |      |  |
| Elbekreuzung 2 over de Elbe                                       | 1978 | Duitsland | Hetlingen                                     | 227 m             |                                                  |      |  |
| Oversteek over het Suezkanaal                                     | 1999 | Egypte    |                                               | 226 m             | 500 kV                                           |      |  |
| Oversteek over de Schelde                                         | 2019 | België    | Antwerpen, langs de snelweg R2 bij Fort Lillo | 192 m             |                                                  |      |  |
| Oversteek over de Lek                                             | 1970 | Nederland | Nieuw-Lekkerland                              | 162,5 m           | 2x 380 kV, mast Krimpen-Geertruidenberg 380/13   |      |  |
| Oversteek over de baai van Cádiz                                  | 1955 | Spanje    | Cádiz                                         | 158 m             |                                                  |      |  |
| Oversteek naar het eiland Qishm                                   | 1984 | Iran      | Qishm                                         | 130 m             | Een van de masten staat in zee                   |      |  |
| Oversteek over de Lek                                             | 1974 | Nederland | Nieuw-Lekkerland                              | 118,5 m           | 2x 380 kV. mast Craijenstein-Krimpen 380/27      |      |  |

## Fotogalerij

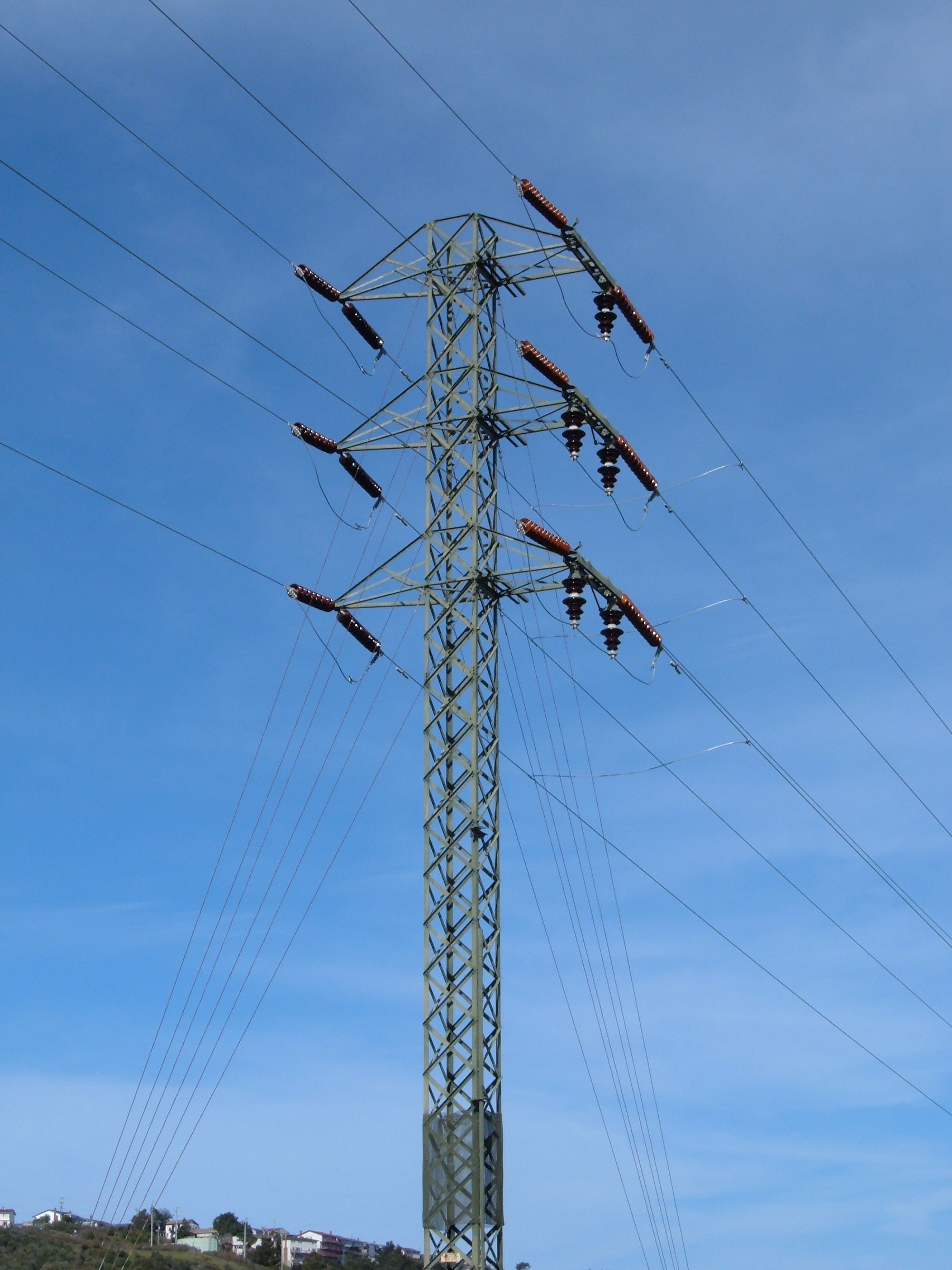
Hoogspanningsmast in Californië
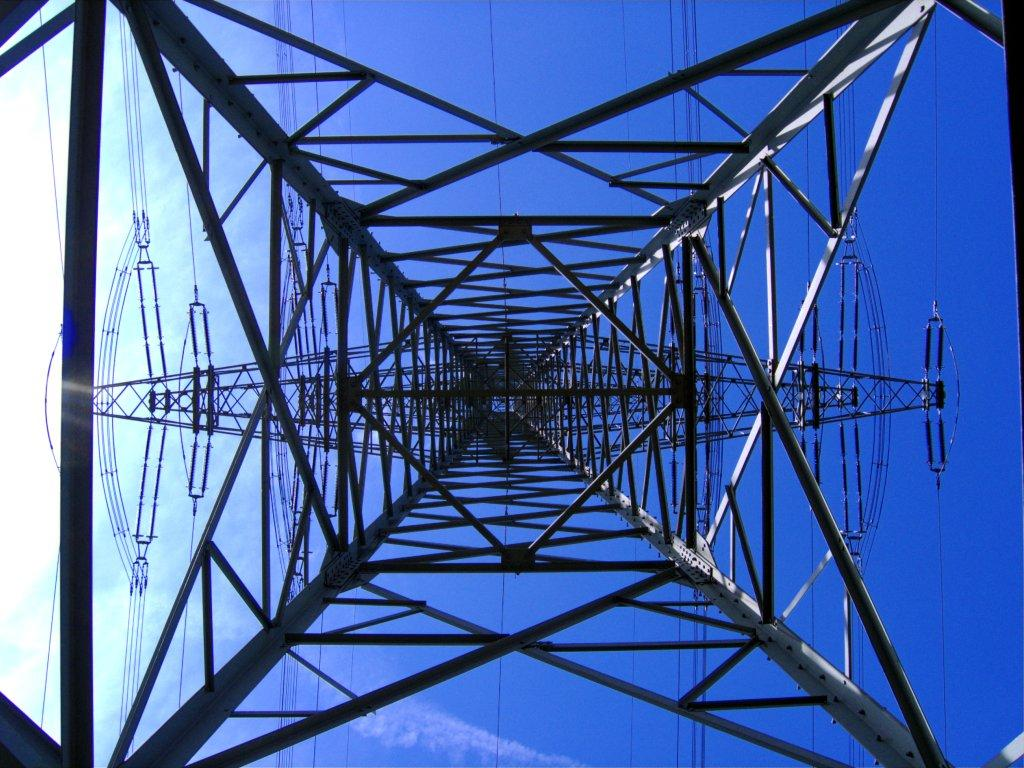
Hoogspanningsmast van onderaf gezien
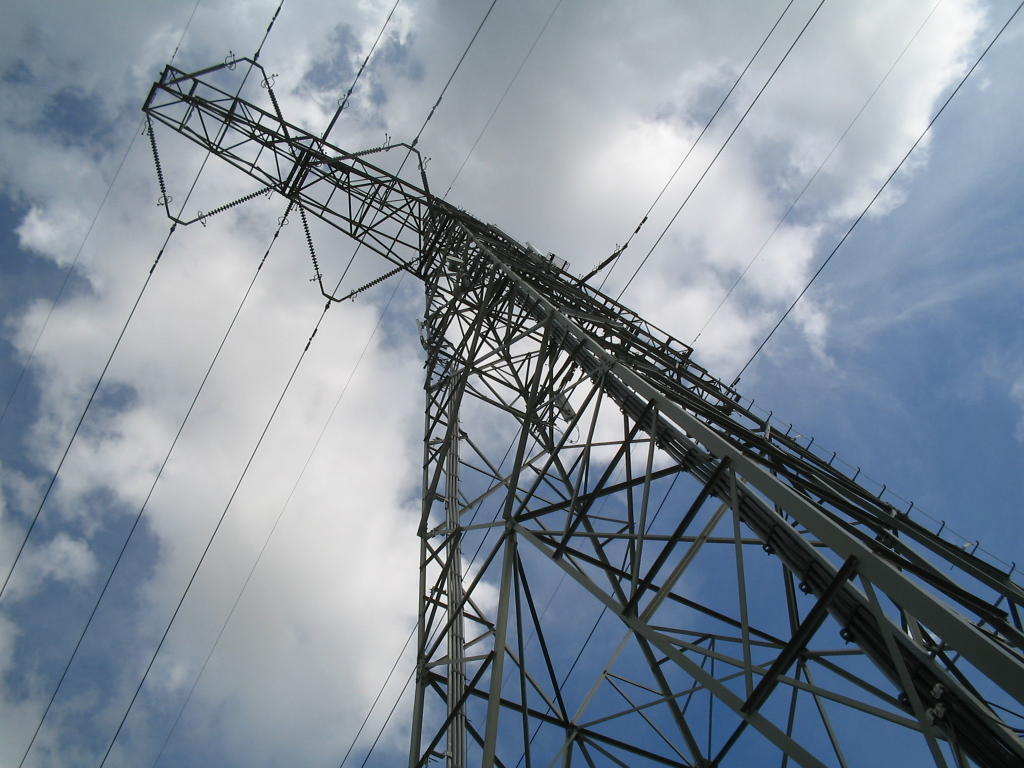
Mast gezien van onderaf
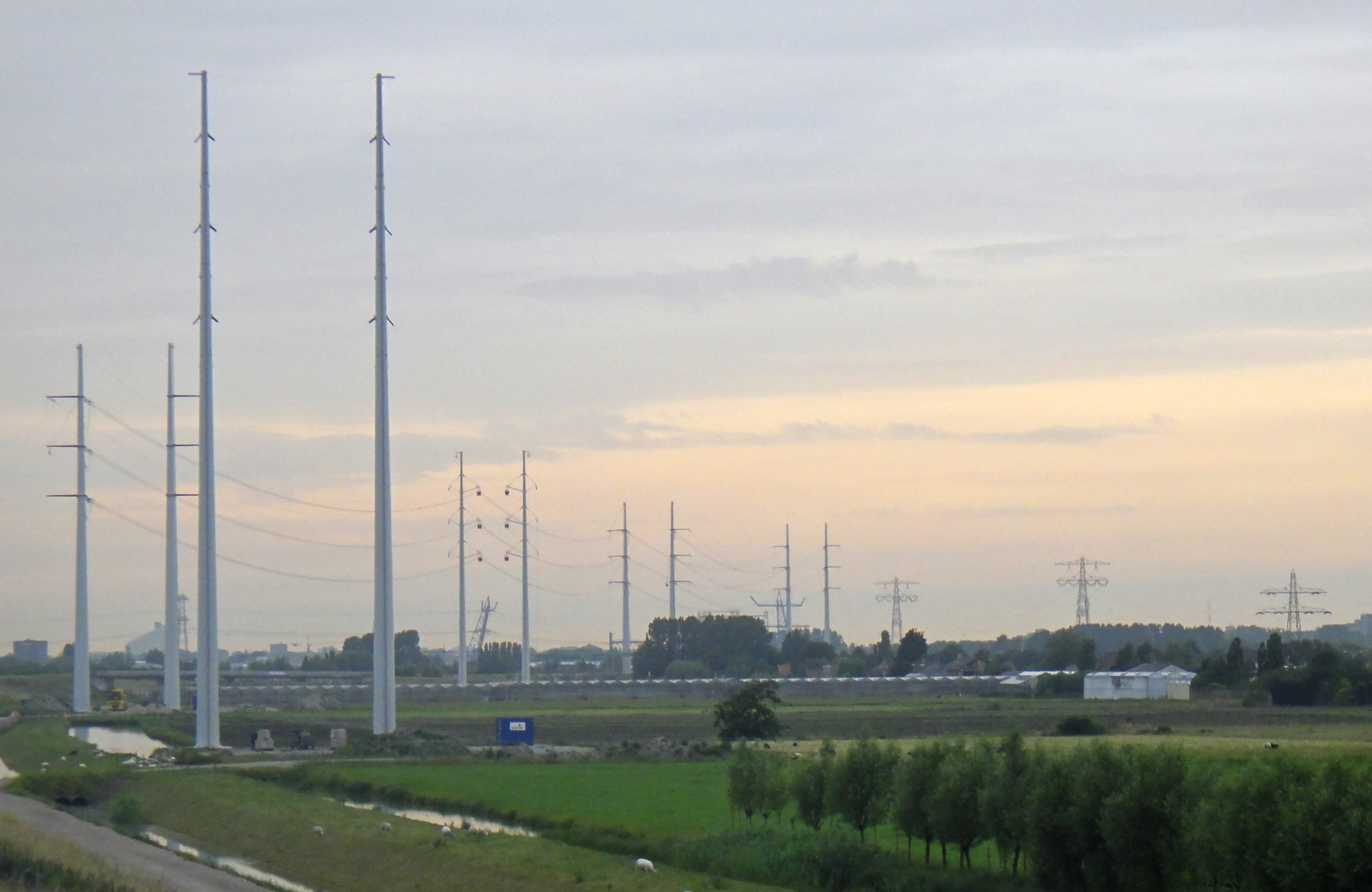
Nieuw type mast "Wintrack" in aanbouw
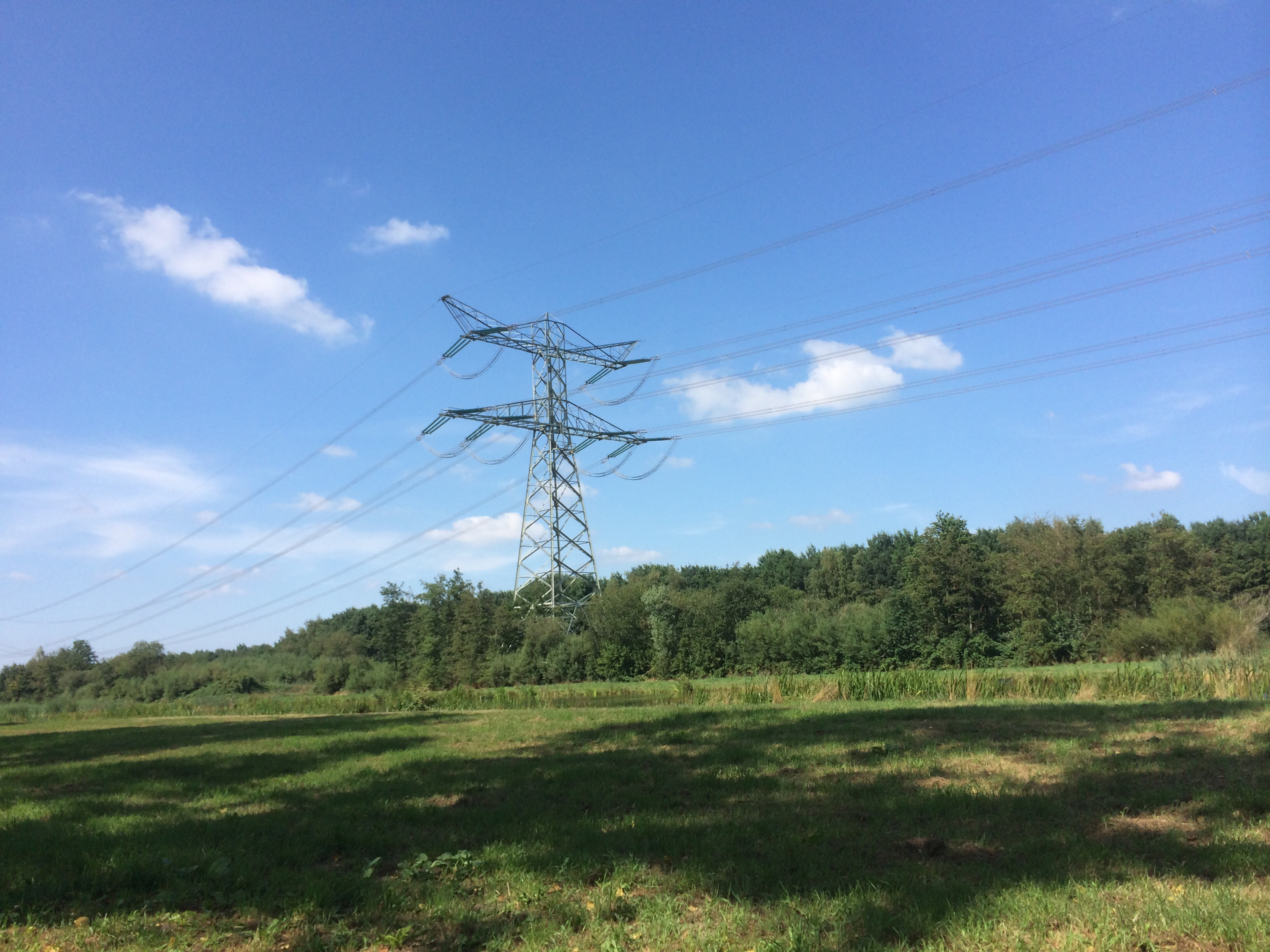
Een hoogspanningmast in een bos
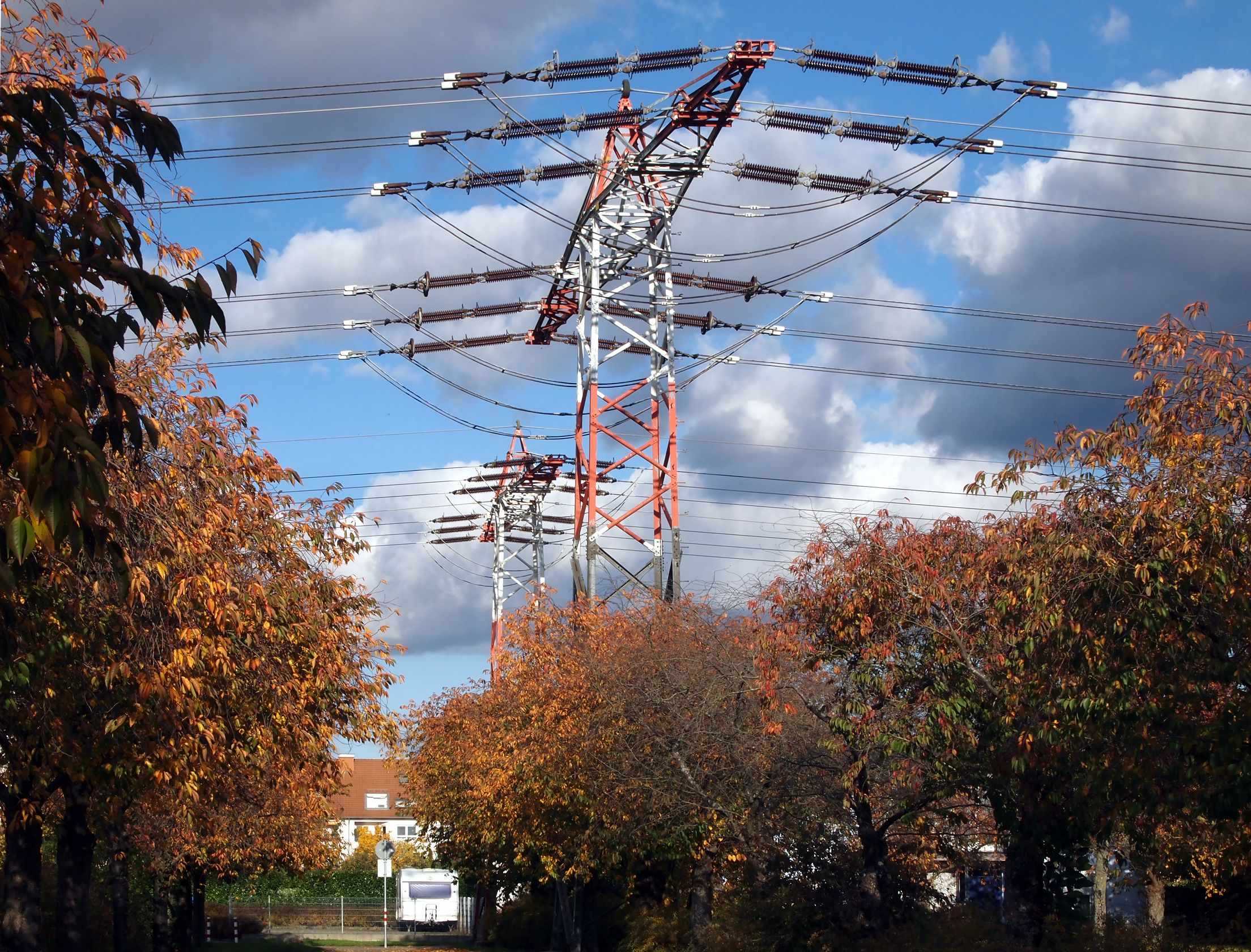
Vlakke masten in de buurt van een luchthaven
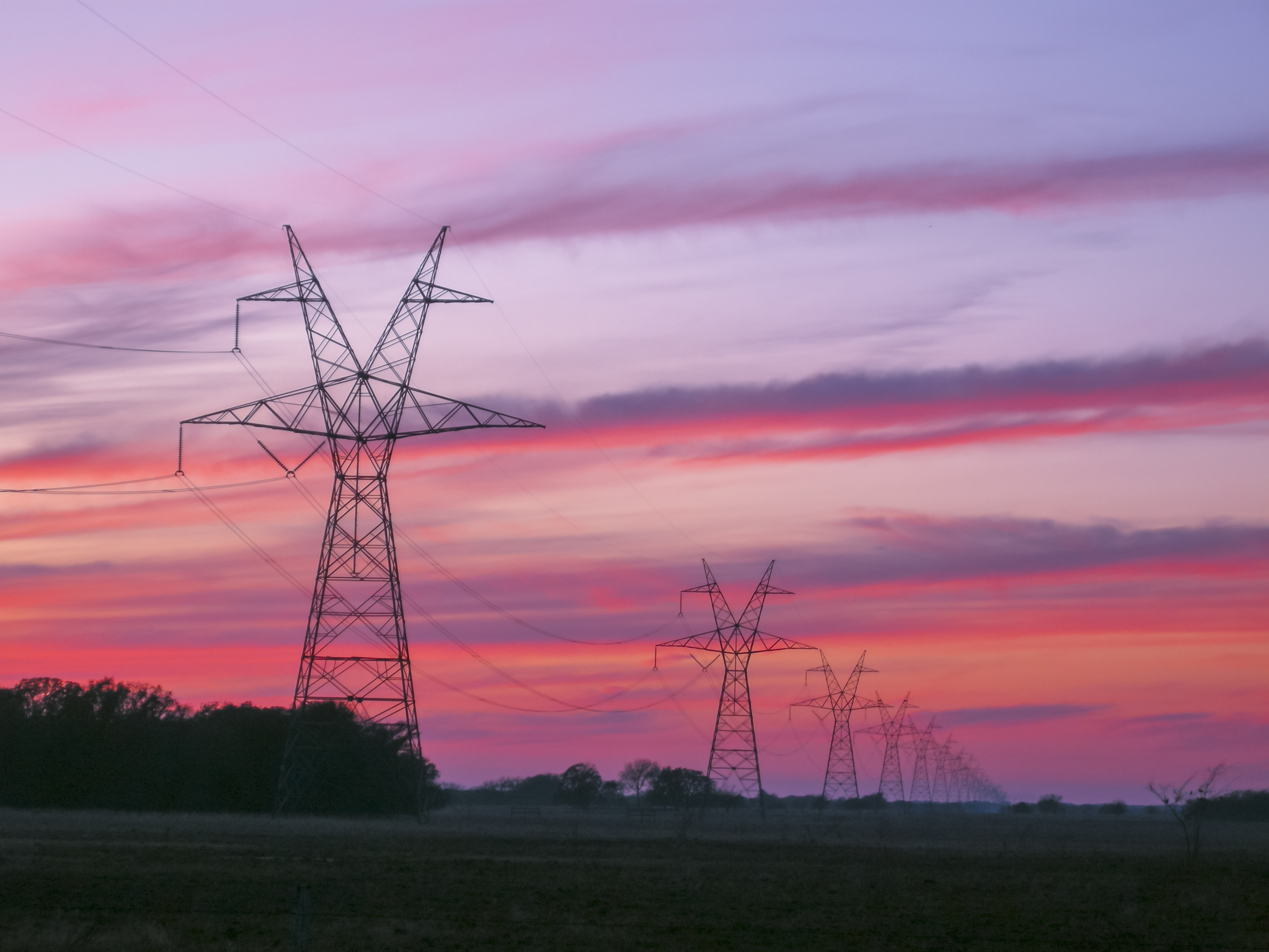